# OpenGALEN
OpenGALEN是一家非营利性组织。其网站之上提供有一部可供下载的开源型医学术语集。该术语集是采用一种称为GRAIL（GALEN Concept Representation Language，GALEN概念表达语言）的形式化语言编制的。